# Nymwars

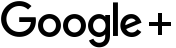
Logotipo de Google+, la red social conocida por la controversia de nombres.

Se le denomina Nymwars al conflicto social relativo al uso nombres reales como parte necesaria a acceder sitios web (muchos casos redes sociales). Desde el lanzamiento de Google+, en junio de 2011, en una de las políticas se prohibió cualquier denominación que no tuviera relación a la identidad real, como pseudónimos, apodos familiares o artísticos. El término es una composición de dos palabras inglesas: nym (de pseudonym, pseudónimo) y wars (de guerra). En Twitter, que no aplica dicha política, utilizan la etiqueta #nymwars como protesta. Medios especializados como Wired, The Atlantic, y The New York Times. lo califican de revolucionario.

## Historia
Las principales razones por las cuales utiliza la política de nombres están relacionados con lo público. Según Google, es considerado como obligatoria (incluido el género sexual) debido a "precisamente ayudar a que se encuentren y se pongan en contacto consigo en línea". Desde su lanzamiento, los primeros casos de suspensión de cuentas famosas están Limor Fried, que añadió como nombre a "LadyAda" (nombre conocido), el rapista nerdcore Doctor Popular, y el columnista de LA Weekly y LA Times A.V. Flox sin previo aviso. Así mismo, como prevención, se eliminaron cuentas usurpadoras como el caso del fundador de Mozilla Blake Ross, y el actor estadounidense William Shatner. Este caso, generó un gran problema en la comunicación, por lo que se realizó quejas mediante Twitter y en otros medios. Mientras tanto, a inicios de agosto, la Electronic Frontier Foundation ha redactado sobre los casos de pseudónimos que deben aplicarse.
El 25 de julio, como respuesta a este problema, el vicepresidente de producto de Google Bradley Horowitz presentó un rápido proceso sobre el sistema de suspensión. El 17 de agosto, ellos implementaron un "periodo de gracia" para decidir si desean continuar o no, y dos días después presentaron el sistema de "cuentas verificadas para personas famosas o celebridades conocidas. En enero del 2012, los perfiles individuales podrán albergar sus propios apodos opcionalmente, siempre que sigan usando el nombre real, por una encuesta que se había realizado en la red.
Otros sitios como Facebook, en cambio, ocasionaron controversias. A pesar de que pueden permitir seudónimos en páginas, en los perfiles individuales solo se permitirán cuando éstos sea famosos; por ejemplo, cuando tienen muchos suscriptores, obtienen una cuenta verificada, etc. Sin embargo, hace unos meses, específicamente noviembre del 2011, la red suspende la cuenta de Salman Rushdie obligando a usar el nombre real Ahmed, generando quejas. Al mismo tiempo, una declaración del Departamento de Justicia de Estados Unidos generó temores a aquellos usuarios que no deseen revelar su identidad en la Internet.

## Críticas
Una gran cantidad de comentaristas populares criticaron sobre los fundamentos de la política, incluyendo a tecnólogos como Jamie Zawinski, Kevin Marks, y Robert Scoble y organizaciones especificadas como la Electronic Frontier Foundation.
Algunos problemas que suele suceder si se añaden, están por ejemplo:
- Genera una confusión sobre la cultura de la Internet y las convenciones.[9]
- Aumenta el riesgo de sufrir un acto violento o acoso, si estos relacionan los nombres con la información personal.[20]
- No genera la correcta forma de identificarse, por lo que no se necesita para tener una "auténtica personalidad".[21]
- Los datos que almacena en Google, no están relacionado con la política, por lo que es parte de su negocio financiero.[22]
- Consideran a Google como mala aplicación a los nombres de celebridades con los reales, generando irrelevancia.[23]
- No son eficaces para prevenir el spam en los correos vinculados con falsas notificaciones.
- La política entraría en caos con otras estatales y legales, como la ley federal alemana "Telemediengesetz", que permite el acceso anónimo a los servicios en línea como requisito legal.[24]